# Ackulturation

De fyra väsentliga formerna av ackulturering: 1- Segregation, 2- Integration, 3- Assimilation, 4- Marginalization

Ackulturation (av ad- och kultur) kallas en typ av kulturell förändring, närmare bestämt processer och händelser som har sitt upphov i kontakt mellan två kulturer som tidigare var separata och självständiga. Genom tät och ihållande kontakt får man en ömsesidig utväxling och omtolkning av kulturelement som språk, klädedräkt, ritualer, social organisation, osv. Begreppet används ofta synonymt med kulturkontakt.
Långvarig ackulturation kan resultera i att två kulturer smälter samman till ett helt nytt kulturellt system, men man känner också till tillfällen då de består som distinkta enheter även efter århundraden av ömsesidiga relationer. Ackulturation kan också leda till assimilering, men dessa begrepp är inte synonyma.

## Ackulturation för individer
Ackulturation kan också användas för att beskrivade sociala processer som sker då en individ tar till sig ett nytt samhälles normer och beteendemönster, också känt som socialisation. Ackulturation för individer utgår från två dimensioner, dels hur benägen individen är att lämna och ta avstånd från sin gamla kultur, dels hur lätt individen tar upp det nya samhällets kultur.
Samspelet mellan dessa två dimensioner kan delas upp i fyra scenarion. 
- Separation, där den egna kulturen prioriteras och det inte anses viktigt att skapa relationer till det nya samhället.
- Assimilation, där det nya samhällets kultur, beteenden och språk har högsta prioritet.
- Integration, där både ursprungstillhörigheten bevaras samtidigt som engagemang i den nya kulturen och samhället också anses viktigt och är framgångsrikt.
- Marginalisering, där ett avståndstagande från ursprunget är tydligt, men där inkluderingen i det nya samhället inte har lyckats.

Av dessa fyra scenarion anser forskare att integration är det förhållningssätt som får bäst utfall och resulterar i både en vinst för samhället och en bra självkänsla hos individen.